# 2732 Witt
2732 Witt este un asteroid din centura principală, descoperit pe 19 martie 1926, de Max Wolf.